# Шорт-трек на зимней Универсиаде 2011
Соревнования по шорт-треку в рамках зимней Универсиады 2011 года прошли с 26 по 30 января в турецком Эрзуруме. Спортсмены разыграли 8 комплектов наград. Победу в медальном зачёте одержали спортсмены Южной Кореи.

## Правила участия
В соответствии с Положением FISU, конькобежцы должны соответствовать следующим требованиям для участия во Всемирной универсиаде (статья 5.2.1):
- До соревнований допускаются студенты обучающиеся в настоящее время в высших учебных заведениях, либо окончившие ВУЗ не более года назад.
- Все спортсмены должны быть гражданами страны, которую они представляют.
- Участники должны быть старше 17-ти лет, но младше 28-ми лет на 1 января 2011 года (то есть допускаются только спортсмены родившиеся между 1 января 1983 года и 31 декабря 1993 года).

Все виды программы проводятся и судятся по международным правилам проведения соревнований по шорт-треку.
Программа настоящих игр по сравнению с предыдущими не изменилась, были также разыграны восемь комплектов наград. Все дисциплины повторяют программу прошлой Универсиады. Личное первенство и мужчины и женщины разыграли на дистанциях 500, 1000 и 1500 метров. Также прошли женская (3000 метров или 27 кругов) и мужская (5000 метров или 45 кругов) эстафеты

## Результаты

### Мужчины
| Дисциплина            | Золото                                           | Золото   | Серебро                                                                                 | Серебро  | Бронза                                                                 | Бронза   |
| --------------------- | ------------------------------------------------ | -------- | --------------------------------------------------------------------------------------- | -------- | ---------------------------------------------------------------------- | -------- |
| 500 метров Протокол   | Лиам Макфарлейн · Канада                         | 41.874   | Гао Мин · Китай                                                                         | 41.944   | Лю Сунбо · Китай                                                       | 43.071   |
| 1000 метров Протокол  | Ким Тэ Хун · Республика Корея                    | 1:32.425 | Суй Баоку · Китай                                                                       | 1:32.672 | Ким Сон Иль · Республика Корея                                         | 1:32.720 |
| 1500 метров Протокол  | Ким Хван И · Республика Корея                    | 2:24.046 | Ким Тэ Хун · Республика Корея                                                           | 2:24.169 | Ким Сон Иль · Республика Корея                                         | 2:24.419 |
| 5000 метров, эстафета | Китай · Суй Баоку · Ван Хунян · Сюй Пэн · Ян Фэй | 7:05.813 | Канада · Лиам Макфарлейн · Пьер-Оливер Ганьон · Габриэль Шиассон-Пуарье · Венсан Курнуа | 7:06.359 | Республика Корея · Ким Хван И · Ким Сон Иль · Ким Тэ Хун · Ким Чхан Ук | 7:14.352 |

### Женщины
| Дисциплина                     | Золото                                                                | Золото   | Серебро                                               | Серебро  | Бронза                                                                   | Бронза   |
| ------------------------------ | --------------------------------------------------------------------- | -------- | ----------------------------------------------------- | -------- | ------------------------------------------------------------------------ | -------- |
| 500 метров Протокол            | Кун Сюэ · Китай                                                       | 45.054   | Валери Ламбер · Канада                                | 45.416   | Ли Ын Бёль · Республика Корея                                            | 59.793   |
| 1000 метров Протокол           | Ли Ын Бёль · Республика Корея                                         | 1:33.388 | Ким Мин Джун · Республика Корея                       | 1:33.563 | Мари Ёсида · Япония                                                      | 1:33.734 |
| 1500 метров Протокол           | Ли Ын Бёль · Республика Корея                                         | 2:43.677 | Чон Ба Ра · Республика Корея                          | 2:43.985 | Ли Цзяньжоу · Китай                                                      | 2:44.078 |
| 3000 метров, эстафета Протокол | Республика Корея · Ким Мин Джун · Ли Ын Бёль · Чон Джи Су · Чон Ба Ра | 4:18.097 | Китай · Цзинь Цзинчжу · Кун Сюэ · Ли Цзяньжоу · Лю Ян | 4:19.136 | Венгрия · Бернадетт Хайдум · Андреа Кеслер · Эрика Хусар · Сандра Лайтош | 4:19.529 |

## Медальный зачёт в шорт-треке
| Место | Страна           |   |   |   | Всего |
| ----- | ---------------- | - | - | - | ----- |
| 1     | Республика Корея | 5 | 3 | 4 | 12    |
| 2     | Китай            | 2 | 3 | 2 | 7     |
| 3     | Канада           | 1 | 2 | 0 | 3     |
| 4-5   | Венгрия          | 0 | 0 | 1 | 1     |
| 4-5   | Япония           | 0 | 0 | 1 | 1     |